# گئورگی مارتیروسیان (بازیگر)
گئورگی خاچاطوری مارتیروسیان (ارمنی: Գեորգի Խաչատուրի Մարտիրոսյան؛ روسی: Гео́ргий Хачату́рович Мартиросьян؛ زادهٔ ۳۱ ژانویهٔ ۱۹۴۸ در روستوف-نا-دونو) صداپیشه و بازیگر تئاتر و تلویزیون ارمنی‌تبار اهل روسیه است. وی از سال ۱۹۷۴ میلادی تا کنون فعالیت می‌کند.

## زندگی‌نامه
وی در ۳۱ ژانویه ۱۹۴۸ در روستوف-نا-دونو از پدری ارمنی و مادری روس به دنیا آمد و از انستیتو تئاتر روستوف فارغ‌التحصیل گشت. همچنین برندهٔ جوایزی همچون هنرمند شایسته فدراسیون روسیه (۲۰۰۴) شده‌است.

## گزیده فیلمشناسی
- اکسپدیشن گمشده (1975) در نقش تیخون
- دآرتانیان و سه تفنگدار (1978) به عنوان نگهبان کاردینال
- آهنگ پیانو وجود داشت... (1979) در نقش اسلاویک
- دزدان دریایی قرن بیستم (1980) در نقش کلیوف
- باشگاه خودکشی، یا ماجراهای یک شخص با عنوان (1981) به عنوان خدمتکار
- در امتداد مسیرهای ناشناخته (1982) به عنوان قهرمان
- گنجینه های آگرا (1983) در نقش پادشاه بوهمیا
- TASS مجاز به اعلام... (1984) به عنوان افسر KGB است
- گردنبند شارلوت (1984) در نقش سدوف
- جذاب ترین و جذاب ترین (1985) به عنوان مشتری در یک رستوران
- آلیتا، مردان را آزار ندهید! (1988) به عنوان همراه
- نابغه (1991) در نقش مورمون
- عشق به زبان روسی (1995) در نقش گاوریلوف
- بیچاره ساشا (1997) در نقش سرهنگ
- اسکیزوفرنی (1997) به عنوان ژنرال تیر خورده
- وروشیلوف شارپ تیرانداز (1999) به عنوان دادستان
- رئیس جمهور و نوه اش (2000) به عنوان مدیر سالن
- سوسن نقره ای دره (2000) به عنوان خلبان
- پرستار بچه زیبای من (2004) در نقش بوریس اشتورم
- من میمانم (2007) به عنوان خواننده یوری زاتونسکی
- روز انتخابات (2007) به عنوان خواننده
- روز رادیو (2008) در نقش عموی ساشا
- خانواده ورونین (2018) در نقش والری اولگوویچ نستروف